# Hermannsburg
Hermannsburg est une ancienne commune de Basse-Saxe (Allemagne), intégrée depuis 2015 dans la municipalité de Südheide, dans l'arrondissement de Celle.

## Histoire
Hermannsburg a été mentionnée pour la première fois dans un document officiel en 1059 sous le nom d'Heremannesburc.

## Quartiers
- Baven
- Beckedorf
- Bonstorf
- Hermannsburg
- Oldendorf
- Weesen

## Jumelages
- Auterive (France) depuis 1979